# Otto Eder (Bildhauer)
Otto Eder (* 4. Februar 1924 in Seeboden, Kärnten; † 24. Juli 1982 ebenda) war ein österreichischer Maler und Bildhauer.

## Leben
Otto Eder lebte in einer Familie mit fünf Kindern. Sein Vater war ein Tischlermeister, der technisch und auch künstlerisch begabt war. Die Mutter stammte von einem großen Bauernhof aus Annenheim am Ossiacher See. Bevor Otto Eder die Kunstgewerbeschule in Villach im Alter von 17 Jahren besuchte, arbeitete er mit seinem Vater zusammen in der Tischlerwerkstatt. Von 1945 an begann er in Graz in der Werkstatt für Kirchenbildhauerei Neuböck eine handwerkliche Ausbildung. 1946 unterbrach er drei Monate später seine Ausbildung für ein Jahr und setzte sie im April 1947 fort. 1948 begann er an der Wiener Akademie der bildenden Künste bei Walter Ritter und Fritz Wotruba zu studieren.
1962 erhielt er den Österreichischen Staatspreis für Bildhauerei, 1965 den Förderungspreis der Stadt Wien für bildende Kunst und 1972 den Preis der Stadt Wien für Bildende Kunst.
Ab 1964 war er Mitglied der Wiener Secession. Ab dem Jahre 1967 engagierte er sich für das Bildhauersymposion Krastal, das im Wesentlichen danach sein Leben bestimmte und 1970 gründete er den Verein Begegnung im Krastal.

## Werk

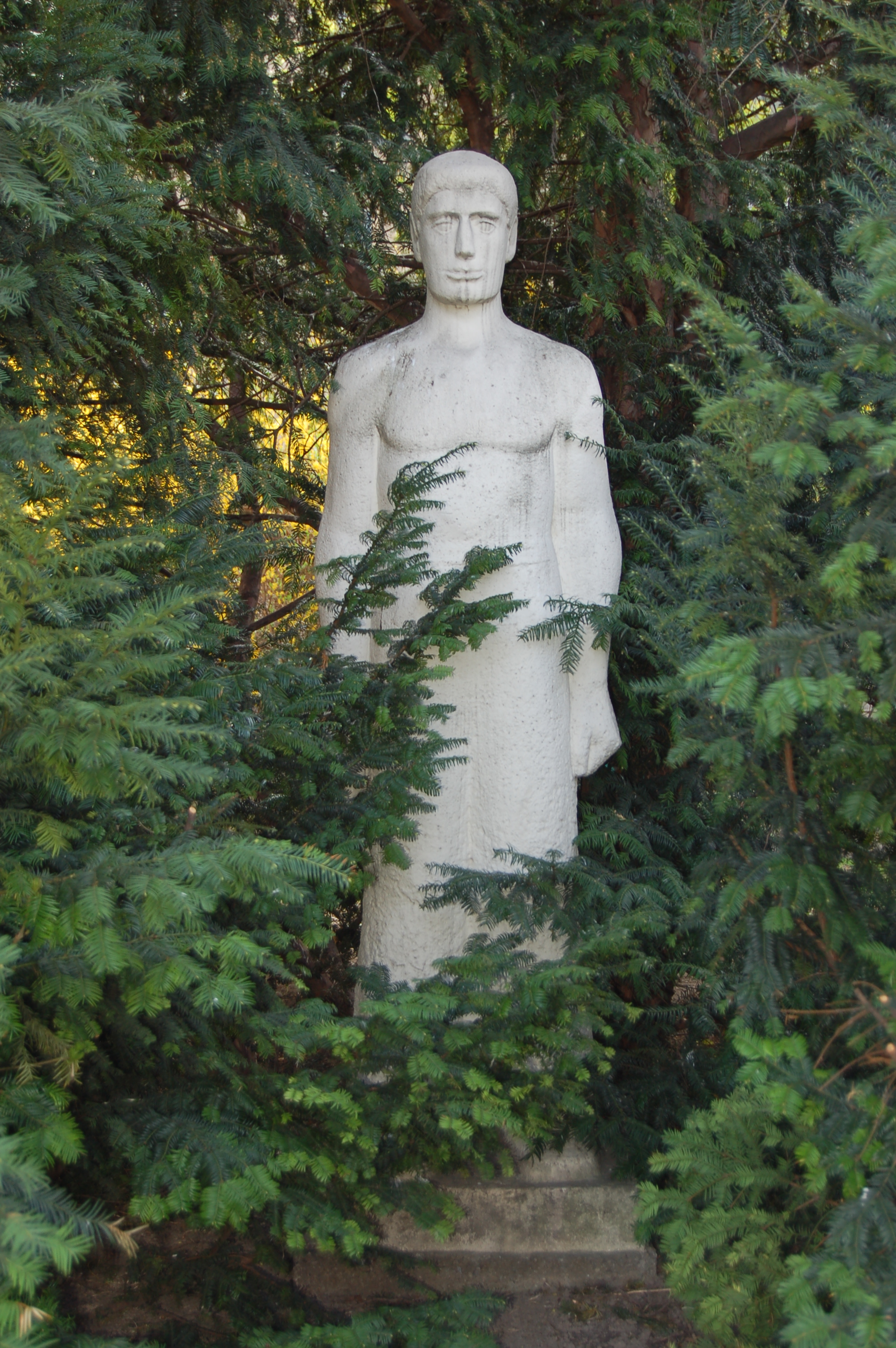
Natursteinplastik (1955) von Otto Eder in Wien-Ottakring

Für Eder war die Figur als Ausgangspunkt, die er reduzierte und zu etwas Symbolhaftem umwandelte. Sein Vorbild war die klassische griechische Bildhauerei. Dabei reduzierte er menschliche Figur auf ihre wesentlichen Bestandteil und suchte in der Eiform die die Urform des Lebens. Er stellte Figuren aus Holz, Stein und Beton her. Eder gelang es mit der modernen Skulptur mit seinen so genannten Dübelplastiken ab 1950 und mit seinen späteren Figurationen anzuknüpfen.
Er schuf mehr als 150 Arbeiten in seinem Leben als Künstler, ohne Berücksichtigung seiner Arbeiten Kunst am Bau. Im Jahre 1982 setzte er seinem Leben durch Freitod ein Ende.

## Ausstellungen (wichtige)
- 1961 Galerie im Griechenbeisl, Wien
- 1967 Künstlerhaus, Wien
- 1968 Secession, Wien[2]
- 1992 Galerie Altnöder, Salzburg

## Gruppenausstellungen
- 1968 Kleinplastik, Figurative Graphik, Wien
- 1973 Bottoli, Deutsch, Eder, Heidel, Hietz, Muhr, Perz, Pilz, Schwaiger, Walenta, Wien
- 1986 Österreichische Bildhauer gelernt bei Wotruba, Burg Lockenhaus
- 1986 Gelernt bei Wotruba Schloss, Wien
- 2002 Fritz Wotruba bis Bruno Gironcoli,  Wien
- 2004/05 Blickwechsel No.1 aus der Sammlung Museum moderner Kunst Kärnten, Klagenfurt
- 2007 Albrecht und Zeitgenossen. Positionen österreichischer Bildhauer, Bregenz[3]